# 尹福仁
尹福仁（1970年12月16日—），韓國女演員。

## 演藝經歷
尹福仁於1988年以舞台劇演員身份出道，其後於2013年起開始出演電視劇，是多產的中堅綠葉演員。自2018年起幾乎毫無間斷地參與不同日日劇的主角媽媽角色，同時亦不斷參演其他劇集的配角角色。

## 演出作品

### 電視劇
- 2013年：JTBC《世界的盡頭》飾演 朴柱熙
- 2014年：JTBC《密會》飾演 尹智秀
- 2014年：MBC《Drama Festival－加縫》飾演 慶熙的媽媽
- 2015年：SBS《聽到傳聞》飾演 金珍愛
- 2015年：MBC《我的女兒，琴四月》飾演 劉權順
- 2016年：tvN《奶酪陷阱》飾演 金英姬
- 2016年：KBS《天上的約定》飾演 梁末淑
- 2016年：KBS《鄰家律師趙德浩》飾演 鄭世美
- 2016年：JTBC《魔女寶鑑》飾演 玉氏
- 2016年：KBS《在天空中的太陽》飾演 朴末順
- 2016年：MBC《不夜城》飾演 金華淑
- 2017年：MBC《訓長吳純南》飾演 周景花
- 2017年：KBS《個人主義者智英小姐》飾演 智英的媽媽
- 2017年：KBS《無窮花開了》飾演 李善玉
- 2017年：SBS《奇怪的搭檔》飾演 朴英順
- 2017年：MBC《20世紀少男少女》飾演 尹福仁
- 2017年：SBS《疑問的一勝》飾演 劉光美
- 2018年：KBS《明日也晴朗》飾演 林恩愛
- 2018年：JTBC《Sketch》飾演 英心的媽媽
- 2018年：tvN《頂級巨星柳白》飾演 柳白的媽媽
- 2019年：MBC《龍王保佑》飾演 鄭茂心
- 2019年：SBS《可疑的岳母》飾演 池華子
- 2019年：KBS《讓我聆聽你的歌》飾演 朴英熙
- 2019年：OCN《所有人的謊言》飾演 楊金熙
- 2019年：SBS《Stove League》飾演 鄭美淑
- 2020年：KBS《危險的約定》飾演 高在淑
- 2020年：MBC《一起吃晚餐嗎？》飾演 全星子
- 2020年：OCN《Train》 飾演 趙英蘭
- 2020年：JTBC《境遇之數》飾演 吳允子
- 2021年：tvN《黑道律師文森佐》飾演 吳慶子
- 2021年：TVING《酒鬼都市女人們》飾演 姜智久的母親
- 2021年：JTBC《IDOL：The Coup》飾演 車宰赫的姑姑
- 2021年：JTBC《只一人》飾演 洪玫瑰
- 2022年：MBC《秘密之家》飾演 安慶善
- 2022年：JTBC《氣象廳的人們：社內戀愛殘酷史篇》飾演 蔡流進的媽媽
- 2022年：KBS《現在很美麗》飾演 金英子
- 2023年：JTBC《代理公司》飾演 朴京淑
- 2023年：Disney+《原來這就是愛啊》飾演 尹濬的母親。
- 2023年：MBC《天空的因緣》飾演 永喜（特別演出）
- 2023年：KBS《高麗契丹戰爭》飾演
- 2024年：KBS2《無血無淚》飾演 皮英珠
- 2024年：tvN《毕业》飾演 吴静花
- 2024年：tvN《因为不想吃亏》饰演 李银玉

### 電影
- 2005年：《11月》飾演 朴次長
- 2006年：《大家，沒事吧？（朝鲜语：모두들, 괜찮아요?）》飾演 藝蓮
- 2006年：《誰上她的床？（朝鲜语：누가 그녀와 잤을까?）》飾演 黃大熙
- 2007年：《Mr.Lee vs Mr.Lee（朝鲜语：이대근, 이댁은）》飾演 兒媳婦
- 2008年：《祝您度過愉快的夜晚》飾演 道真的媽媽
- 2008年：《北逃》飾演 嬰兒媽媽
- 2009年：《八音盒》
- 2014年：《忌愛》飾演 婦產科護士
- 2019年：《你的名字叫薔薇》飾演 美蘭

## 外部連結
- 尹福仁的Instagram帳戶
- 尹福仁在NAVER上的资料
- 尹福仁在韩国电影数据库（KMDb）上的資料（韓語）
- 尹福仁在互联网电影资料库（IMDb）上的資料（英文）
- 尹福仁在HanCinema的頁面（英文）